# 梧玄站
梧玄站（韓語：오현역）是位于朝鮮民主主義人民共和國黃海南道延安郡的一個鐵路車站。屬於白川線。

## 邻近车站
白川線
楓川站 - 梧玄站 - 延安站